# Przygoda Stasia
Przygoda Stasia – nowela Bolesława Prusa. Po raz pierwszy publikowane było na łamach czasopisma "Kłosy" (23 X - 4 XII 1879). Pierwsze wydanie książkowe w 1899 roku. 

## Treść
Akcja toczy się na polskiej wsi II połowy XIX wieku. Głównym bohaterem jest kilkumiesięczny Staś, syn kowala Józefa i Małgorzaty z którego perspektywy widzimy zdarzenia rozgrywające się w utworze. Treścią opowiadania jest konflikt kowala Józefa z miejscowym organistą, jaki nastąpił po bójce w karczmie i który ciągnie się długi czas. Kiedy organista zwraca się do niego z prośbą o pożyczkę na zakup gruntu, żona Józefa – Małgorzata stanowczo się temu sprzeciwia. Co więcej, chce też namówić swojego ojca, bogatego młynarza, żeby także nie udzielał pożyczki organiście. W tym celu udaje się z dzieckiem do odległego młyna. Zmęczona ciągnięciem dziecięcego wózka zaczyna w drodze opadać z sił. Widząc jadący wolniutko mały powozik, podczepia dyszel wózka do niego. Po chwili powozik gwałtownie przyspiesza i na oczach zrozpaczonej matki uwozi jej dziecko. Chwilę później, przypadkiem, pojawia się w swoim powozie znienawidzony organista. Ofiarowuje się pomóc kowalowej w poszukiwaniach synka. Ostatecznie wszystko kończy się szczęśliwie – Staś zostaje odnaleziony, a długotrwały konflikt zażegnany.